# Synagoge (Künzelsau)

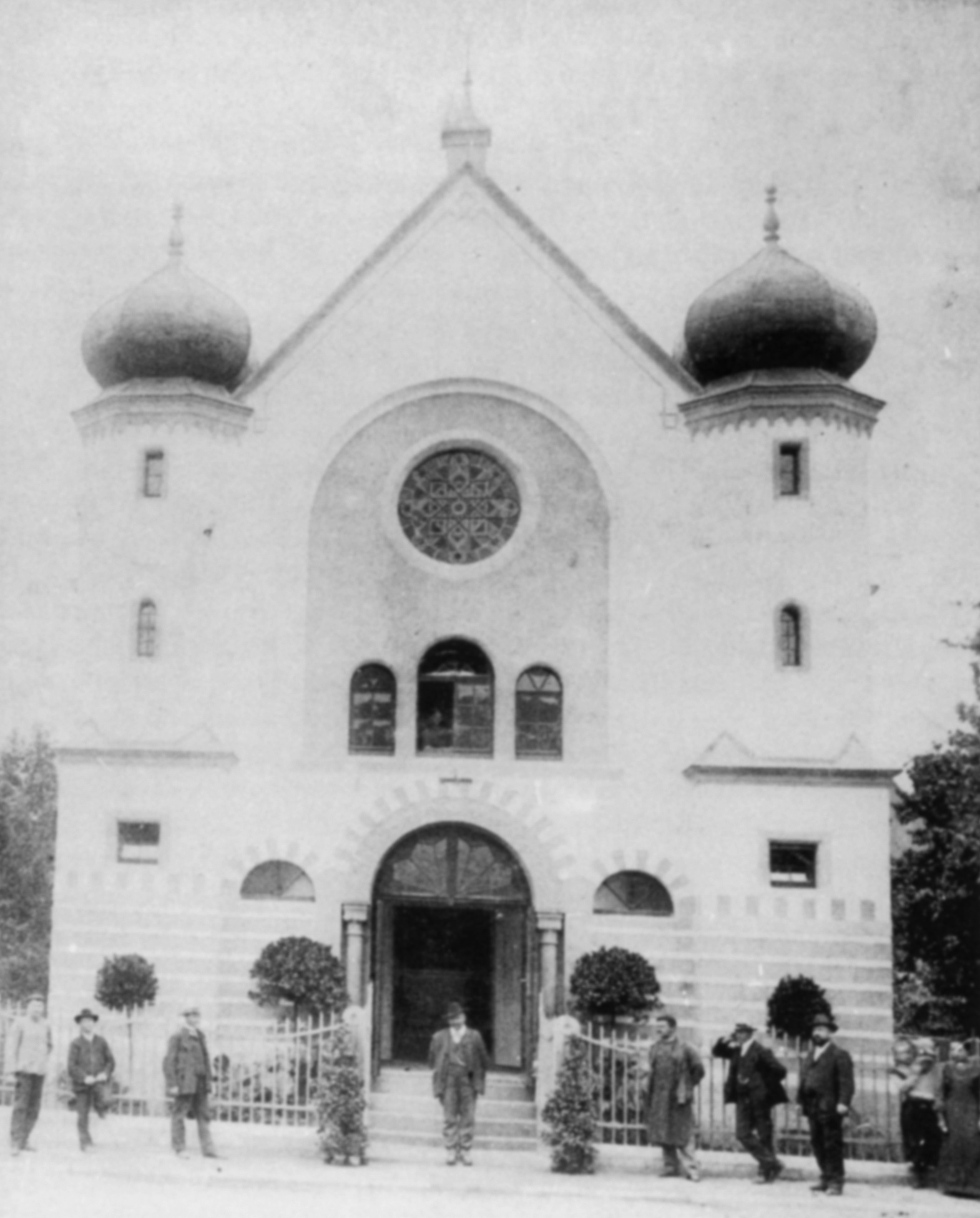
Die Synagoge in Künzelsau kurz vor ihrer Fertigstellung 1907

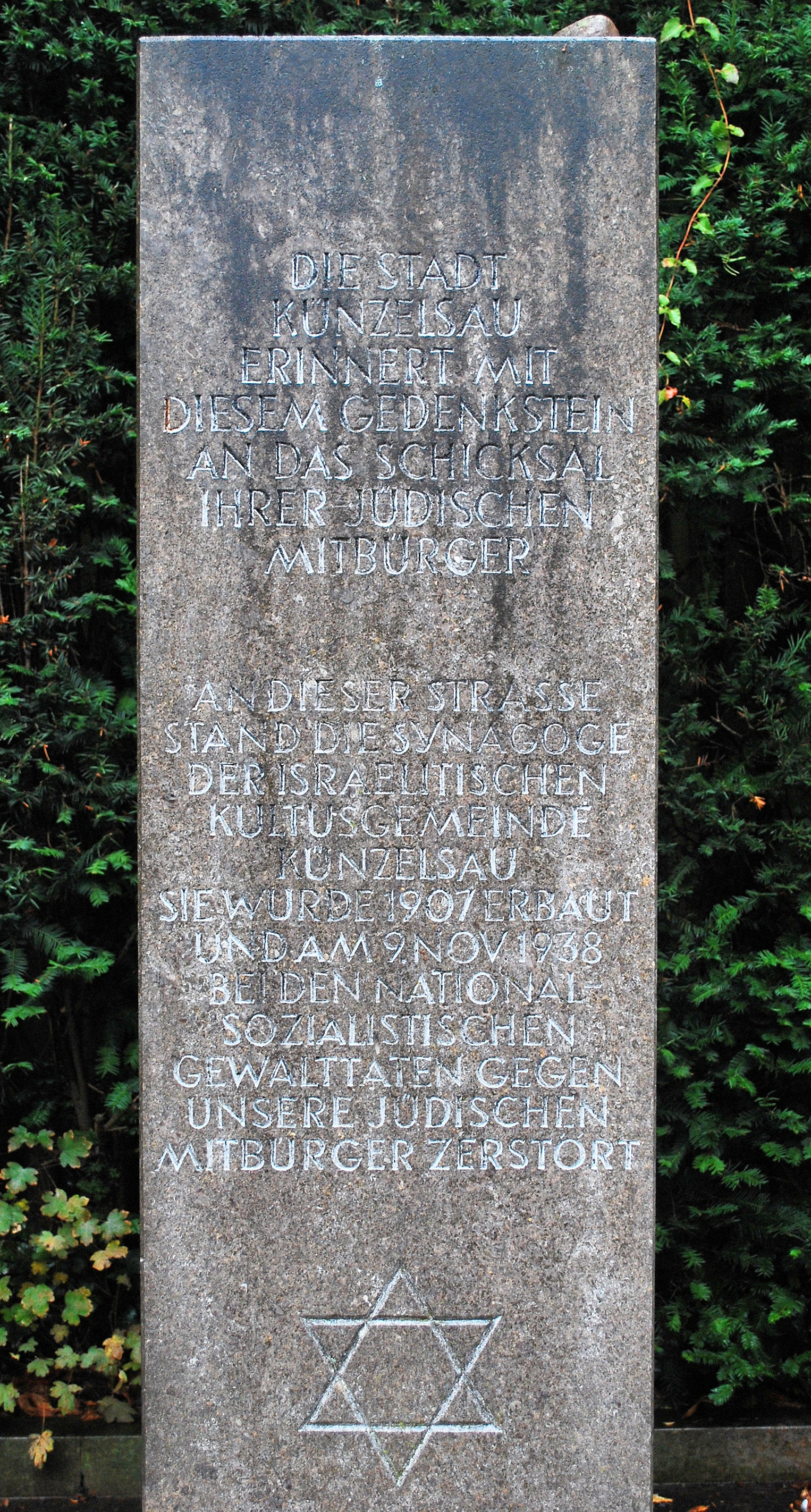
Die Gedenkstelle heute

Die Synagoge in Künzelsau, der heutigen Kreisstadt des Hohenlohekreises im nördlichen Baden-Württemberg, wurde 1906/07 von der jüdischen Gemeinde Künzelsau erbaut und während der Novemberpogrome 1938 zerstört.

## Geschichte
Die neuzeitliche israelitische Gemeinde in Künzelsau bildete sich gegen Ende des 19. Jahrhunderts, insbesondere durch den Zuzug von Juden aus dem benachbarten Dorf Nagelsberg, wo sich ursprünglich der Sitz der jüdischen Gemeinde und des Vorsängers befunden hatte und wo man auch noch die wichtigsten Gottesdienste abhielt, nachdem die Mehrzahl der Gemeindemitglieder bereits in Künzelsau lebte. 1903 gab es in Nagelsberg nur noch zwei oder drei israelitische Gemeindemitglieder, sodass die Gemeinde im Jahr 1904 beschloss, in Künzelsau, wo man bereits verschiedene Privaträume als Betsaal genutzt hatte, eine Synagoge zu errichten. Die Synagoge wurde nach Plänen des Architekten und Oberamtsbaumeisters August Ganzenmüller ab Juni 1906 erbaut und im August 1907 geweiht. Das Gebäude wurde an der damals neu angelegten Kanzleistraße, die heute Lindenstraße/Konsul-Übele-Straße heißt, im maurischen Stil mit zwei Ecktürmen errichtet. Die Zwiebelhauben der Türme waren mit Kupferblech verkleidet. Im rechten Eckturm befand sich das Treppenhaus zur Frauenempore im Obergeschoss, im linken Eckturm befanden sich Toiletten und Garderoben. Zwischen den Türmen führte eine Vorhalle in den eigentlichen Synagogenraum, im Obergeschoss war ein Sitzungszimmer über der Vorhalle. Das Gebäude hatte eine Grundfläche von etwa 15 × 10 Metern. Im Erdgeschoss gab es Sitzplätze für 57 Männer und 14 Kinder, die Frauenempore hatte 69 Sitzplätze.
Die Synagoge wurde im Zuge der Novemberpogrome 1938 in den frühen Nachtstunden des 10. November 1938, einen Tag nach den Hauptausschreitungen, in Brand gesteckt. Einzig das Datum 10. November gilt inzwischen als gesichert, über den Tathergang und die Brandstifter besteht Unklarheit. Die Stadt Künzelsau hat bald nach dem Brand die Ruine abtragen lassen, die Kosten dafür hatte wie auch andernorts die jüdische Gemeinde zu tragen. Die Stadt erwarb das Synagogengrundstück im Dezember 1939.
An die Synagoge in Künzelsau erinnert seit 1986 eine Gedenkstele an der Konsul-Uebele-Straße.

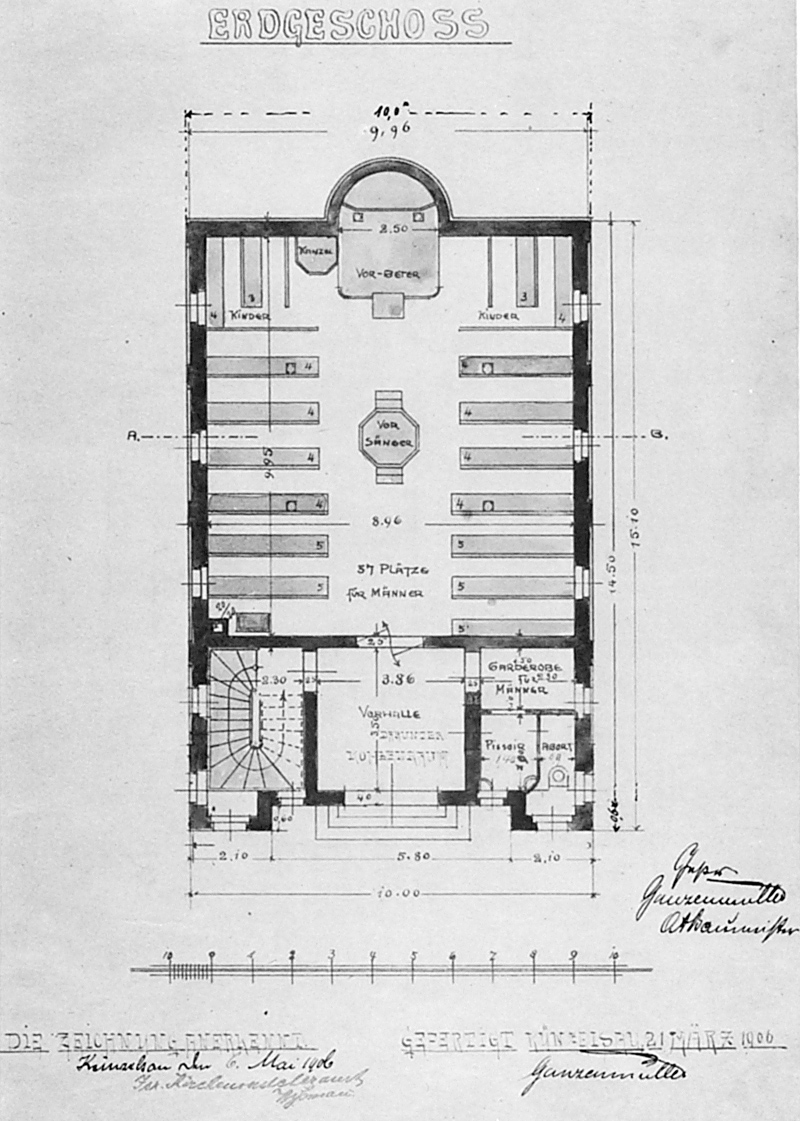
Plan des Erdgeschosses (1906)
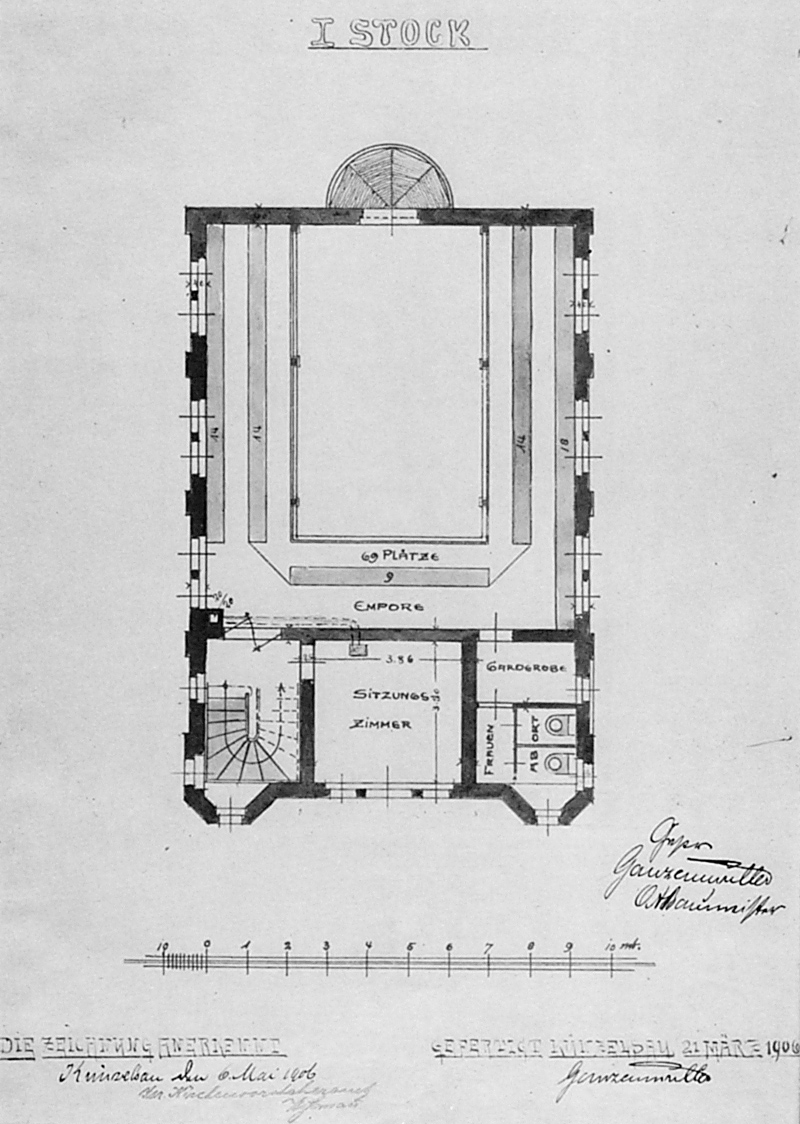
Plan des Obergeschosses (1906)
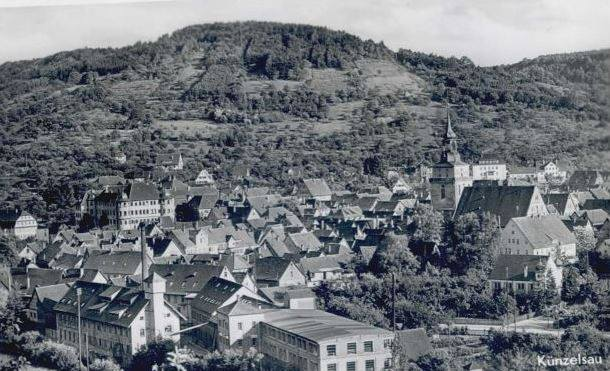
Standort (1910)